# Оксигала
Оксигала (ὀξύγαλα), известная ныне как  ксиногала (ξινογαλα), — молочный продукт, использовавшийся в национальной кухне Древней Греции и Рима. Предположительно, оксигала была разновидностью йогурта  и обычно употреблялась в пищу с мёдом.
Блюдо также было известно у древних персов.

## Упоминания у древних авторов
Продукт упоминается в «Истории» Геродота (Historiarum Libri IX):

<Псоглавцы в Индии> разводят много разного скота, и коз, и ослов, пьют же молоко и оксигалу рогатого скота, а едят плоды сиптахоры...
Оригинальный текст (греч.)Τρέφουσι δε και πρόβατα πολλά και αίγας και όνους, πίνουσι δε γάλα και οξύγαλα των προβάτων, εσθίουσι δε και τον καρπόν του σιπταχόρου...

.